# Beethoven (série de films)
Pour les articles homonymes, voir Beethoven (homonymie).
 Pour plus de détails, voir Fiche technique et Distribution
Beethoven est une série de films qui a débuté en 1992.

## Films
Cette série, tirant son titre du nom de son personnage principal, un chien nommé Beethoven, contient huit films :
- Beethoven sorti en 1992 ;
- Beethoven 2 sorti en 1993 ;
- Beethoven 3 sorti en 2000, directement en vidéo ;
- Beethoven 4 sorti en 2001, directement en vidéo ;
- Beethoven et le Trésor perdu sorti en 2003, directement en vidéo ;
- Beethoven : Une star est née ! sorti en 2008, directement en vidéo ;
- Beethoven sauve Noël sorti en 2011, directement en vidéo ;
- Beethoven et le Trésor des pirates sorti en 2014, directement en vidéo.

Il existe par ailleurs une  série d'animation Beethoven américaine  de 26 épisodes datant de 1994.

## Fiche technique
|                                          | Films              | Films              | Films               | Films                        | Films                          | Films                | Films                              | Films              |
| Beethoven                                | Beethoven 2        | Beethoven 3        | Beethoven 4         | Beethoven et le Trésor perdu | Beethoven : Une star est née ! | Beethoven sauve Noël | Beethoven et le Trésor des pirates |                    |
| ---------------------------------------- | ------------------ | ------------------ | ------------------- | ---------------------------- | ------------------------------ | -------------------- | ---------------------------------- | ------------------ |
| Réalisation                              | Brian Levant       | Rod Daniel         | David M. Evans      | David M. Evans               | Mark Griffiths                 | Mike Elliott         | John Putch                         | Ron Oliver         |
| Scénario                                 | John Hughes        | John Hughes        | John Hughes         | John Hughes                  | John Hughes                    | Derek Rydall         | ...                                | ...                |
| Scénario                                 | Amy Holden Jones   | Amy Holden Jones   | Amy Holden Jones    | Amy Holden Jones             | Amy Holden Jones               | Brian Levant         | ...                                | ...                |
| Scénario                                 |                    | Len Blum           | Jeff Schechter (en) | John Loy                     | Cliff Ruby                     |                      | ...                                | ...                |
| Scénario                                 |                    |                    |                     |                              | Élana Lesser                   |                      | ...                                | ...                |
| Producteurs                              | Joe Medjuck (en)   | Joe Medjuck (en)   | David Bixler        |                              | Mike Elliott                   | Wayne Morris         | ...                                | ...                |
| Producteurs                              | Michael C. Gross   | Michael C. Gross   | Kelli Konop         | Kelli Konop                  |                                |                      | ...                                | ...                |
| Coproducteur                             | Gordon Webb        |                    |                     |                              |                                |                      | ...                                | ...                |
| Producteur exécutif                      | Ivan Reitman       | Ivan Reitman       |                     |                              |                                |                      | ...                                | ...                |
| Directeur de la photographie             | Victor J. Kemper   | Bill Butler        | John B. Aronson     | John B. Aronson              | Christopher Baffa              | Stephen Campbell     | ...                                | ...                |
| Directeur de la photographie             |                    |                    | Ted Morris          |                              |                                |                      | ...                                | ...                |
| Montage                                  | Sheldon Kahn (en)  | Sheldon Kahn (en)  | Harry Keramidas     | David L. Bertman             | John Gilbert                   | Roderick Davis       | ...                                | ...                |
| Montage                                  | William D. Gordean | William D. Gordean |                     | Carroll Timothy O'Meara      |                                |                      | ...                                | ...                |
| Musique                                  | Randy Edelman      | Randy Edelman      | Philip Giffin       | Philip Giffin                | Adam Berry                     | Robert Folk          | ...                                | ...                |
| Décors                                   | Alex Tavoularis    |                    |                     |                              |                                |                      | ...                                | ...                |
| Costumes                                 | Gloria Gresham     |                    |                     |                              |                                |                      | ...                                | ...                |
| Société de production et de distribution | Universal Pictures | Universal Pictures | Universal Pictures  | Universal Pictures           | Universal Pictures             | Universal Pictures   | Universal Pictures                 | Universal Pictures |
| Pays d'origine                           | États-Unis         | États-Unis         | États-Unis          | États-Unis                   | États-Unis                     | États-Unis           | États-Unis                         | États-Unis         |
| Langue originale                         | Anglais            | Anglais            | Anglais             | Anglais                      | Anglais                        | Anglais              | Anglais                            | Anglais            |
| Genre                                    | Comédie            | Comédie            | Comédie             | Comédie                      | Comédie                        | Comédie              | Comédie                            | Comédie            |
| Durée                                    | 1 h 27             | 1 h 26             | 1 h 39              | 1 h 33                       | 1 h 31                         | 1 h 36               | 1 h 26                             | 1 h 23             |
| Sortie aux États-Unis                    | 3 avril 1992       | 17 décembre 1993   | 25 juillet 2000     | 4 décembre 2001              | 2 décembre 2003                | 30 décembre 2008     | 8 novembre 2011                    | 14 octobre 2014    |
| Sortie en France                         | 24 juin 1992       | 15 décembre 1993   | 6 juin 2001         | 4 avril 2002                 | 6 avril 2004                   | 24 février 2009      | 2 décembre 2011                    | 2 décembre 2014    |
| Sortie au Royaume-Uni                    | 24 juillet 1992    | 25 mars 1994       | NON SORTIE          | NON SORTIE                   | NON SORTIE                     | NON SORTIE           | NON SORTIE                         | NON SORTIE         |

## Remarques
Quatre des acteurs de la série ont participé à l'émission à succès Dancing with the Stars :
- John O'Hurley du 7, a participé à la saison 1 (finaliste face à Kelly Monaco).
- Debi Mazar du 2, a participé à la saison 9 (quatrième éliminée, alors que Tom DeLay a abandonné la compétition le même soir).
- Ashley Hamilton du 2, a participé à la saison 9 (premier éliminé, avec Macy Gray).
- Kyle Massey du 7, a participé à la saison 11 (finaliste face à Jennifer Grey).